# Aérocarène
 (janvier 2020).
Si vous disposez d'ouvrages ou d'articles de référence ou si vous connaissez des sites web de qualité traitant du thème abordé ici, merci de compléter l'article en donnant les références utiles à sa vérifiabilité et en les liant à la section « Notes et références ».
Aérocarène est un constructeur automobile français fondé en 1947 à Courbevoie par deux ingénieurs aéronautiques, Christian Desbenoît et Georges Bodu.

## L'Aérocarène 700
Le seul modèle produit fut l'aérocarène 700. Il fut présenté pour la première fois au Salon de l'automobile de Paris fin octobre 1947.
Ce véhicule a été développé au cours de l'année précédente par les deux ingénieurs. C'est un tricycle fuselé aérodynamique sans porte. La partie supérieure tout entière peut coulisser en avant pour permettre l'accès à l'habitacle. Les phares sont montés sur les roues avant qui sont elles-mêmes entièrement carénées. Les phares sont donc directionnels car ils pivotent en même temps que les roues.
Il est équipé d'un moteur deux-temps refroidi par air de 684 cm3 délivrant 23 ch et d'une boite électromagnétique Cotal. L'aérocarène 700 pèse moins de 300 kg. La vitesse maximale de l'aérocarène 700 est autour de  120 km/h.
La présentation du véhicule au Mondial de l'Automobile de Paris a donné lieu à une brochure de vente, mais les porteurs de projet n'ont pas réussi à rallier le soutien des représentants du gouvernement. Sous les gouvernements dirigistes en place en France après le gouvernement de Vichy, les constructeurs automobiles avaient besoin d'une autorisation pour construire des voitures. L'absence d'une telle autorisation n'a pas permis d'acheter des matériaux et le projet Aérocarène a donc dû être abandonné.